# دلكة
الدُّلَكَة جنس في فصيلة الدلكيات . تمتح مكنها في مكن بعض الحشرات أخصها بنات وردان فينقف عن يرقات تلتهم محتويات عوائلها وتقضي عليها، مثلها مثل جميع أفراد الفصيلة. فيها 60 نوعًا موصوفًا ويزيد.